# Ken Hirai 15th Anniversary c/w Collection '95-'10 “裏 歌バカ”
『Ken Hirai 15th Anniversary c/w Collection '95-'10 “裏 歌バカ”』（ケンヒライ・フィフティーンス・アニバーサリー・カップリング・コレクション・ナインティファイブ・トゥ・テン “うら うたバカ”）は、平井堅のカップリング・コレクション・アルバム。2010年11月10日発売。発売元はDefSTAR RECORDS。規格品番：DFCL-1713/14。リミックス・アルバム付の初回限定盤はDFCL-1710/12。

## 解説
デビュー15周年を記念して、1995年5月13日に発売されたデビューシングル「Precious Junk」から2010年10月13日に発売された32ndシングル「Sing Forever」までの全シングル（8センチCD、12センチCDの両形態含む）のカップリング曲とオリジナルアルバム未収録曲をまとめた、『Ken Hirai 10th Anniversary Complete Single Collection '95-'05 歌バカ』に続く3作目のコンピレーション・アルバムである。タイトルの『裏 歌バカ』が表すように『歌バカ』の姉妹的作品で、初回生産限定盤の形態も『歌バカ』同様、3in1のトール・デジパック・ケース仕様である。
収録曲はシングルの発売順に並べられており、Disc 1は1995年から2001年までの作品、Disc 2は2002年から2010年までの作品がまとめられている。ただし、カラオケ（less vocal）やシングルA面曲のバージョン違い、別アレンジ音源、カバー曲は未収録となっている。
カップリング曲ではないが、シングル並びにオリジナルアルバム未収録曲が2曲収録されている。「君が笑ったら」は、テレビ朝日系ドラマ『TOKYO HEART BREAK せつない』挿入曲で、1998年発売のサウンドトラック・アルバム『せつない』に収録されていた。「One Love Wonderful World」は、デンマークのデュオ、フィルー(FILUR)プロデュースの曲で、2001年11月に期間限定発売されたリミックス・アルバム『Kh re-mixed up 1』に収録され、その後コンピレーション・アルバム「2002 FIFA ワールドカップ公式アルバム」収録された。
初回生産限定盤には、『Kh re-mixed up 1』以降に発表されたシングルにカップリング収録されていたリミックス音源に、新たに本アルバムのためにリミックスを施した楽曲で構成されたリミックス音源集『Kh re-mixed up 2』が付属している。
発売当時のパッケージフィルムには、収録曲の概要とスペシャル・ライブ公演“Ken Hirai 15th Anniversary Special!! Vol.4”の告知シールが貼られている。また封入ブックレットには本人による各楽曲コメント（リミックス音源を除く）と、音楽ライターによるライナーノーツが掲載されていた。
なお本アルバムと同日に33枚目のシングル「アイシテル」が発売された。過去にアルバムとDVD、またはシングルとDVDが同時発売されたことはあるが、アルバムとシングルの同時発売は、歌手デビュー以来初めてである。

## 収録曲

### Disc 1
1. オルゴール（4:12）
  - 作詞・作曲: 平井堅、編曲: ジョー・リノイエ
  - 1stシングル「Precious Junk」カップリング曲
2. かくれんぼ（5:04）
  - 作詞: 平井堅、作曲: 平井堅・山下俊、編曲: 武部聡志
  - 2ndシングル「片方ずつのイヤフォン」カップリング曲
3. アヒル（5:50）
  - 作詞・作曲: 平井堅、編曲: 宮田敏男
  - 3rdシングル「横顔 (平井堅の曲)」カップリング曲
4. Go Ahead（5:27）
  - 作詞・作曲: 平井堅、編曲: 松浦晃久
  - 4thシングル「ドシャブリ」カップリング曲
5. スウィートルーム（5:02）
  - 作詞・作曲: 平井堅、編曲: ジョー・リノイエ
  - 5thシングル「Stay With Me」カップリング曲
6. キャッチボール（3:12）
  - 作詞・作曲: 平井堅、編曲: 梶野秀樹
  - 6thシングル「HEAT UP」カップリング曲
7. 強くなりたい（5:14）
  - 作詞・作曲: 平井堅、編曲: 鹿島伸夫
  - 7thシングル「Love Love Love」カップリング曲
8. 君が笑ったら（3:34）
  - 作詞・作曲: 平井堅、編曲: 鈴木大
  - テレビ朝日系ドラマ『TOKYO HEART BREAK せつない』挿入曲。サウンドトラック・アルバム『せつない』収録曲。
9. affair（5:17）
  - 作詞: 松井五郎、作曲: 243、編曲: URU
  - 8thシングル「楽園」カップリング曲
10. What's Goin' On?（4:12）
  - 作詞: 平井堅・ANNA、作曲: 平井堅、編曲: 松原憲
  - 8thシングル「楽園」カップリング曲
11. wonderful world（4:52）
  - 作詞: 藤林聖子、作曲・編曲: 中野雅仁
  - 9thシングル「why」カップリング曲
12. TABOO（5:28）
  - 作詞: 平井堅、作曲・編曲: Maestro-T
  - 10thシングル「LOVE OR LUST」カップリング曲
13. GREEN CHRISTMAS（4:59）
  - 作詞: 平井堅、作曲・編曲: URU
  - 11thシングル「even if」カップリング曲
14. TUG OF WAR（5:20）
  - 作詞: 平井堅、作曲: 平井堅・中野雅仁、編曲: 中野雅仁
  - 12thシングル「Miracles」カップリング曲
15. CAT（5:49）
  - 作詞: 平井堅、作曲・編曲: URU
  - 13thシングル「KISS OF LIFE」カップリング曲
16. One Love Wonderful World（4:53）
  - 作詞: 平井堅・TIM JENSEN、作曲: 平井堅・松原憲、編曲: FILUR
  - コンピレーション・アルバム『Kh re-mixed up 1』収録曲

### Disc 2
1. ex-girlfriend（4:13）
  - 作詞: 平井堅、作曲・編曲: 村山普一郎
  - 15thシングル「Strawberry Sex」カップリング曲
2. PAUL（3:39）
  - 作詞・作曲: 平井堅、編曲: 鈴木大
  - 16thシングル「大きな古時計」カップリング曲
3. somebody's girl（4:43）
  - 作詞: 藤林聖子、作曲・編曲: URU
  - 17thシングル「Ring」カップリング曲
4. まばたき（5:46）
  - 作詞: 平井堅・鈴木大、作曲: 内池エドワード秀和、編曲: maestro-T
  - 18thシングル「LIFE is... 〜another story〜」カップリング曲
5. signal（4:42）
  - 作詞・作曲: 平井堅、編曲: FILUR
  - 19thシングル「style」カップリング曲
6. jealousy（4:02）
  - 作詞: 平井堅、作曲: YOSHIKA（SOULHEAD）、編曲: OCTOPUSSY
  - 21stシングル「キミはともだち」カップリング曲
7. ため息キップ（4:13）
  - 作詞・作曲: 平井堅、編曲: 松浦晃久
  - 23rdシングル「POP STAR」カップリング曲
8. hug（4:59）
  - 作詞・作曲: 平井堅、編曲: 松浦晃久
  - 24thシングル「バイマイメロディー」カップリング曲
9. Kiss（4:47）
  - 作詞・作曲: 平井堅、編曲: 石成正人
  - 25thシングル「哀歌 (エレジー)」カップリング曲
10. 美しい人（5:05）
  - 作詞・作曲: 平井堅、編曲: 中西康晴
  - 26thシングル「君の好きなとこ」カップリング曲
11. Cry&Smile!!（4:15）
  - 作詞・作曲: 平井堅、編曲: 松浦晃久
  - 28thシングル「キャンバス/君はス・テ・キ♡」カップリング曲
12. フルサ・サイーダ（3:05）
  - 作詞: 藤林聖子、作曲: 平井堅・AKIRA、編曲: AKIRA
  - 30thシングル「CANDY」カップリング曲
13. Do it!!（5:04）
  - 作詞: 平井堅・Fu Snoy、作曲・編曲: 中野雅仁
  - 30thシングル「CANDY」カップリング曲
14. 一人じゃない（4:45）
  - 作詞: 三谷幸喜、作曲: 平井堅、編曲: 亀田誠治
  - 31stシングル「僕は君に恋をする」カップリング曲
15. Catch you（3:18）
  - 作詞: 平井堅、作曲: 平井堅・田中直、編曲: 田中直
  - 31stシングル「僕は君に恋をする」カップリング曲
16. 太陽（4:40）
  - 作詞・作曲: 平井堅、編曲: 松浦晃久
  - 32ndシングル「Sing Forever」カップリング曲
17. HOTEL VAMPIRE（4:19）
  - 作詞: 多田琢、作曲: 平井堅・田中直、編曲: 田中直
  - 32ndシングル「Sing Forever」カップリング曲

### Disc 3「Kh re-mixed up 2」
1. KISS OF LIFE（S.O.U.L. remix =Sound Of Urban London=）
  - Words: Ken Hirai、Music: Ken Hirai・Masahito Nakano、Remixed by Shiro Sagisu for Ro-JAM
  - 14thシングル「Missin' you 〜It will break my heart〜」カップリング曲
2. バイマイメロディー HALFBY’s music for momo REMIX
  - Words・Music: Ken Hirai、Remixed by HALFBY
  - 26thシングル「君の好きなとこ」カップリング曲
3. CANDY -Suspicious Remix-
  - Words: Ken Hirai、Music: Daisuke Sakurai、Remixed by Tucker[4]
  - 32ndシングル「Sing Forever」カップリング曲
4. style（D.O.I. re-M.I.X.）
  - Words: Ken Hirai、Music: Yasuhiro Minami、Remixed by D.O.I（DAIMONION RECORDINGS）[5]
  - 21stシングル「キミはともだち」カップリング曲
5. nostalgia 〜s,w,k, mix〜
  - Words: Ken Hirai、Music: Shinichi Osawa、Remixed by Shinichi Osawa
6. Missin’ you 〜It will break my heart〜（remix ascended）
  - Words: Ken Hirai、Music: Babyface、Remixed by Nanae Mimura
  - 15thシングル「Strawberry Sex」カップリング曲
7. Strawberry Sex 〜Sweet Mix〜]
  - Words: Taku Tada・Ken Hirai 、Music: Masahito Nakano・Ken Hirai、Remixed by Stephane K[6]
  - 17thシングル「Ring」カップリング曲
8. POP STAR × fake star（MASH UP version）
  - Words・Music: Ken Hirai、Remixed by metalmouse
  - 27thシングル「fake star」カップリング曲
9. Come Back 〜FILUR Deep Down & Low Remix〜
  - Words: Ken Hirai・Angie Irons、Music: T.KURA（Giant Swing Productions）・Angie Irons、Remixed by FILUR
  - 18thシングル「LIFE is... 〜another story〜」カップリング曲
10. キミはともだち（Soul Source Production Mix）
  - Words・Music: Ken Hirai、Remixed by Soul Source Production a.k.a. Kenichi Yanai[7]
  - 22ndシングル「思いがかさなるその前に…」カップリング曲
11. 世界で一番君が好き? Funknown mix
  - Words: Taku Tada、Music: Ken Hirai、Remixed by □□□
12. Sing Forever（STUDIO APARTMENT Remix）
  - Words・Music: Ken Hirai、Remixed by STUDIO APARTMENT
13. Pain Serph Remix
  - Words: Ken Hirai、Music: Ken Hirai・Masaru Suzuki、Remixed by Serph[8]
14. 僕は君に恋をする rei harakami remix
  - Words・Music: Ken Hirai、Remixed by rei harakami
  - 33rdシングル「アイシテル」カップリング曲

### [参考]未収録カップリング曲一覧
通常盤に収録されなかった曲。ただし、カラオケ（less vocal）は除く。
| 曲名                                                            | シングル表題曲                         | 収録作品                                               |
| --------------------------------------------------------------- | -------------------------------------- | ------------------------------------------------------ |
| 楽園 (BIRTHDAY MIX)                                             | 楽園                                   | Kh re-mixed up 1                                       |
| why (CASSETEE VISION remix)                                     | why                                    | Kh re-mixed up 1                                       |
| wonderful world (KREVA remix feat.KREVA from KICK THE CAN CREW) | why                                    | Kh re-mixed up 1                                       |
| LOVE OR LUST (V.Ⅰ.Premix)                                       | LOVE OR LUST                           | Kh re-mixed up 1                                       |
| TABOO (a tip of M-FLO remix)                                    | LOVE OR LUST                           | Kh re-mixed up 1                                       |
| Miracles -K.H.'s Jazz (featuring TOKU)-                         | Miracles                               |                                                        |
| TUG OF WAR (United Future Organization mix)                     | Miracles                               | Kh re-mixed up 1                                       |
| Miracles (SILENT POETS remix)                                   | KISS OF LIFE                           | Kh re-mixed up 1                                       |
| It will break my heart -English Version-                        | Missin' you 〜It will break my heart〜 |                                                        |
| When Can I See You                                              | Missin' you 〜It will break my heart〜 |                                                        |
| KISS OF LIFE (S.O.U.L.remix=Sound Of Urban London=)             | Missin' you 〜It will break my heart〜 | Kh re-mixed up 2                                       |
| Missin’ you 〜It will break my heart〜（remix ascended）        | Strawberry Sex                         | Kh re-mixed up 2                                       |
| Grandfather's clock                                             | 大きな古時計                           |                                                        |
| Strawberry Sex 〜Sweet Mix〜                                    | Ring                                   | Kh re-mixed up 2                                       |
| Come Back 〜FILUR Deep Down & Low Remix〜                       | LIFE is... 〜another story〜           | Kh re-mixed up 2                                       |
| You Are The Sunshine of My Life                                 | style                                  | コンセプション～スティーヴィー・ワンダー・トリビュート |
| DESPERADO                                                       | 瞳をとじて                             | Ken's Bar II                                           |
| style（D.O.I.re-M.I.X.）                                        | キミはともだち                         | Kh re-mixed up 2                                       |
| キミはともだち(Soul Source Production Mix)                      | 思いがかさなるその前に…                | Kh re-mixed up 2                                       |
| POP STAR 〜winter lover version〜                               | 哀歌 (エレジー)                        |                                                        |
| バイマイメロディー HALFBY's music for momo REMIX                | 君の好きなとこ                         | Kh re-mixed up 2                                       |
| fake star〜Ken's swingin' jazz〜                                | fake star                              |                                                        |
| POP STAR×fake star (MASH UP version)                            | fake star                              | Kh re-mixed up 2                                       |
| キャンバス (piano version)                                      | キャンバス/君はス・テ・キ♡             |                                                        |
| CANDY -Suspicious Remix-                                        | Sing Forever                           | Kh re-mixed up 2                                       |